# Robert Seiler (Maler)
Karl Robert Seiler (* 6. Dezember 1891 in Rixdorf; † 1971 in Bielefeld) war ein deutscher Maler und Zeichner.

## Leben
Zunächst absolvierte er eine handwerkliche Berufsausbildung. Anschließend studierte er zunächst an der Kunstgewerbeschule in Charlottenburg und schließlich von 1919 bis 1921 an der Kunstgewerbeschule in Bielefeld. Danach legte er seine Meisterprüfung als Tischler ab. Von 1921 bis 1923 lehrte er Zeichnen und Werken in Wickersdorf bei Saalfeld. Von 1922 bis 1926 war er Leiter der Holzarchitekturwerkstatt am Bauhaus in Weimar. Abschließend bildete er sich an der Kunstakademie in Kassel weiter. Von 1926 bis zum Kriegseintritt 1939 war er Dozent an der Kunsthochschule Bielefeld für Werken und Zeichnen. In der Zeit des Nationalsozialismus war Seiler obligatorisch Mitglied der Reichskammer der bildenden Künste.
Von 1948 bis 1960 war er als Professor an der Hochschule Bielefeld tätig. Werke Seilers befinden sich u. a. in der Kunsthalle Bielefeld.

## Ausstellungen (Auswahl)
- 1939 und 1941 Dortmund Katharinenkloster
- 1941 Bielefeld, Kunsthaus; Gelsenkirchen, Hans-Sachs-Haus; Münster, Landesmuseum Münster („Volk der Arbeit“)
- 1983 Kunsthalle Bielefeld